# حقل الحوت
حقل الحوت هو حقل مائي مغمور يوجد له فتحتان لسحب البترول التي يتم من خلالهما الحفر والاستخراج عين 24 وعين 34 ويبعد عن محافظة الخفجي 30 ميلا بحريا شرقا، اكتشف عام 1963 ويعد الحقل مخزونا بتروليا وغازا جيدا وهو من أشهر حقول النفط في الخليج العربي بالإضافة إلى حقول السفانية والدرة ولولو والخفجي.